# 维切戈茨基
维切戈茨基（羅馬化：Vychegodskiy）是俄罗斯阿尔汉格尔斯克州的市级镇，位于维切格达河流域内。设有索利维切戈茨克（Сольвычегодск）车站，连接科特拉斯与沃尔库塔。
该地2021年有人口12,296人；2010年人口12,861；2002年人口13,435；1989年人口14,491。